# Curt Backeberg
Curt Backeberg, född 1894 och död 1966, var en tysk botaniker som var mest känd för sin samling, och klassificering, av kaktusar.
Han reste bland annat genom Central- och Sydamerika, och publicerade ett antal böcker om kaktusar, vilket inkluderar ett 4 000 sidors verk på sex volymer med namnet Die Cactaceae (1958-1962). Han skrev även Kakteenlexikon som publicerades första gången 1966 men som har skrivits om efter hans död.
Även om han samlade och beskrev många nya arter och definierade många nya sorter, så baserades stora delar av hans arbete på felaktiga antaganden om kaktusens evolution och geografiska spridning. Många arter av dess släkte har sedan dess blivit omdefinierade eller försvunnit.
Auktorsnamnet Backeb. kan användas för Curt Backeberg i samband med ett vetenskapligt namn inom botaniken; se Wikipediaartiklar som länkar till auktorsnamnet.